# Boldog Gellért
Boldog Gellért, olasz nevén Gerardo Sasso (Scala, c. 1040 – Jeruzsálem, 1120., szeptember 3.) a Jeruzsálemi Szent János Ispotályos Lovagrend itáliai származású alapítója, első vezetője volt. A nagymesteri címet utódja, Raymond du Puy használta először.

## Élete
Gellért 1040-ben született Scalában, néhány kilométerre Amalfitól. Bencés szerzetesként tevékenykedett, majd a 11. század második felében Jeruzsálembe utazott. Ő lett a vezetője annak az ispotálynak, amelyet amalfibeli kereskedők alapítottak a Szent Sír-templom közelében álló Santa Maria Latina bencés monostor vendégházában a keresztény zarándokok ápolása és védelme érdekében. A létesítményt Keresztelő János kegyelmébe ajánlották.
A legenda szerint Jeruzsálem 1099-es ostroma idején a várfalakról kenyérrel dobta meg az éhes kereszteseket, amiért őrizetbe vették, de kihallgatásakor a bizonyítékként lefoglalt kenyerek kővé változtak.
Gellért az általa irányított létesítményben vallási rendet hozott létre, amelyet 1113. február 15-én II. Paszkál pápa – Pie postulatio voluntatis kezdetű bullájában – hivatalosan is elismert, neve Jeruzsálemi Szent János Ispotályos Rend lett. A dokumentumban az egyházfő elismerte Gellért szerepét, és megerősítette, hogy a rendnek a szegényeket és elesetteket kell támogatnia és segítenie.
Bouillon Gottfried és I. Balduin jeruzsálemi király adományainak révén Gellért hasonló intézményeket nyitott Európában is. 1113 előtt már működött kórháza Astiban, Pisában, Bariban, Ydrontumban, Tarantóban, Messinában, Saint-Gilles-ben, Otrantóban. II. Kallixtusz pápa megerősítette az ispotály előjogait és birtokait 1119. június 19-én.

## Maradványai
Gellért 1120. szeptember 3-án halt meg Jeruzsálemben. A Római katolikus egyház boldoggá avatta, ünnepe október 13-án van. A bencés monostor területén temették el, valószínűleg a templomban. Valamikor 1187 és 1283 között a maradványait a provence-i Manosque-ba szállították, ahol egy drágakövekkel kirakott ezüstveretű ládában őrizték a ispotályosok kápolnájában. A maradványokat a francia forradalom alatt megsemmisítették. A koponyát azonban korábban, 1749-ben Vallettába, a johanniták akkori központjába vitték át.
Számos csontmaradvány, amelyet neki tulajdonítanak, a katolikus egyház tulajdonában van. A martigues-i Szent Magdaléna-templomban állítólagos felkarcsontja és csigolyája, az Anjou Szent Lajos-plébánián csigolyája, a vitrolles-i Boldog Gellért-templomban egy csontdarabja, a rend római központjának kápolnájában szintén egy felkarcsont-darabja látható. Ennek egy részét a dél-afrikai Mandeniben álló Boldog Gellért-templomba szállították át 1996. szeptember 3-án. Egy másik darabot a németországi ehreshoveni parancsnokság kapott. A koponya a valettai Szent Ursula-káptalanban látható. Egy-egy koponyadarab a rend londoni nagyperjelségében, illetve Szicíliában van.